# نحن كولومبيا
نحن كولومبيا (بالإسبانية: Somos Colombia) هو حزب سياسي ليبرالي في كولومبيا. في الانتخابات التشريعية التي أجريت في 10 مارس 2002، فاز الحزب كواحد من العديد من الأحزاب الصغيرة بالتمثيل البرلماني.